# 東京映画配給
東京映画配給株式会社（とうきょうえいがはいきゅう、1949年（昭和24年）10月1日 設立 - 1951年4月1日 商号変更）は、かつて存在した東京の映画会社。東映の前身の一社となったことで知られる。東急資本により、東横映画と太泉スタヂオ（のちの太泉映画）の製作作品を配給するために設立された。1951年4月1日、東横映画と太泉映画を吸収合併、「東映株式会社」に商号変更した（従って、東映株式会社の会社設立日は1949年10月1日である）。東映の「△マーク」は同社を起源とする。

## 略歴・概要
1949年（昭和24年）10月1日、おもに京都・太秦の東横映画、東京・東大泉の太泉スタヂオの製作した作品を配給するために、東急と上記2社などが出資して設立された。社長は東急出身で前東横映画社長の黒川渉三、資本金は2,000万円、本社を東京都品川区五反田に置いた。第1回配給作品は、松田定次監督、片岡千恵蔵主演による東横の『獄門島』で、同年11月20日に公開した。契約館は454スクリーン、好調にスタートした。同年12月15日、同社取締役のうち、五島慶太ら5名が公職追放となって辞任した。
1950年（昭和25年）4月28日、資本金を5,000万円に増資、同年6月15日に公開した監督関川秀雄、主演伊豆肇による東横の『日本戦歿学生の手記 きけ、わだつみの声』が劇的なヒットを記録した。しかし同年9月、新東宝の配給事業開始、および戦後のアメリカ映画を中心とした洋画の急激な日本公開による打撃を受け、東横・太泉との合併を模索する。同年11月29日、東宝との製作・配給提携の契約を結ぶ。
1951年（昭和26年）2月、巨額の損失を計上、社長の黒川を筆頭に取締役は総退陣し、東急本社の専務取締役・大川博が同社の社長を兼務する。同年4月1日、同社を存続会社に、東横映画、太泉スタヂオ改め太泉映画を吸収合併して、同社の商号を変更、「東映」を設立した。東横映画撮影所は「東映京都撮影所」に、太泉映画スタジオは「東映東京撮影所」になり、同社の配給・興行の機構は、本社および支社、直営館として東映を構成した。
2012年（平成24年）7月現在、東京国立近代美術館フィルムセンターは、同社が配給したフィルムのうち、東横映画・太泉映画の製作物および戦前の再映作品を除けば、『当り矢金八捕物帖 千里の虎』（監督中川信夫、1950年）、『私は女性No.1』（監督中村敏郎、1950年）の2作の上映用プリント等を所蔵している。神戸映画資料館は、『海魔陸を行く』（監督伊賀山正徳、1950年）の上映用プリント等を所蔵している。福岡市総合図書館は、『岡晴夫のマドロスの唄』（監督野口博志、1950年）の上映用プリント等を所蔵している。2004年（平成16年）6月22日、米国のアルファヴィデオが、『東京ファイル212』（1951年）をDVDビデオグラムとして発売した。

## フィルモグラフィ

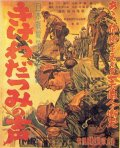
『日本戦歿学生の手記 きけ、わだつみの声』（製作東横映画、1950年）。

### 他社受託・買取配給作品
1950年
- 『海魔陸を行く』 : 監督伊賀山正徳、解説徳川夢声、同年1月17日公開（神戸映画資料館所蔵）[4] - ラジオ映画から受託
- 『鞍馬天狗 角兵衛獅子』 : 監督マキノ正博・松田定次、主演嵐寛寿郎、同年1月公開 - 1938年の旧作、日活から受託
- 『スター家庭訪問記』 : 出演原節子、木暮実千代、同年1月10日公開 - 芸研から買取
- 『岡晴夫のマドロスの唄』 : 監督野口博志、主演岡晴夫、同年2月14日公開（福岡市総合図書館所蔵）[5] - 日本映画科学研究所から受託
- 『ヒットパレード』 : 監督松石道平、主演藤山一郎、美空ひばり、灰田勝彦、同年2月14日公開（1949年12月23日完成） - シネアートアソシエートオブトーキョーから買取
- 『性と幸福』 : 監督岩堀喜久男、脚本猪俣勝人、同年3月14日公開（1949年11月完成） - 理研映画から買取・協同配給
- 『丹下左膳 百万両の壺』 : 監督山中貞雄、同年3月公開 - 1935年の旧作、日活から受託（現存プリントはこのヴァージョン）
- 『人喰い熊』 : 監督枝川弘、主演奈良岡朋子、同年4月9日公開 - ラジオ映画から受託
- 『スポーツ・パレード 闘魂に燃えて』 : 同年4月9日公開 - 日本映画社から受託
- 『当り矢金八捕物帖 千里の虎』 : 監督中川信夫、脚本佐伯清、主演嵐寛寿郎、同年6月3日公開（フィルムセンター所蔵）[2] - 新光映画から受託
- 『飛魚南米を行く』 : 主演古橋広之進、同年6月27日公開 - 世界映画から受託
- 『肉体の白書』 : 監督志村敏夫、原作雪吹周、脚本山本嘉次郎・青柳春雄、主演岡田英次、同年7月4日公開 - 新映画から受託
- 『紅二挺拳銃』 : 監督小田基義、脚本村松道平、主演沼田曜一、同年8月5日公開 - 新映画から受託
- 『花嫁蚤と戯むる』 : 監督原千秋、原作池田愛、脚本岡田豊、主演大空千尋、同年9月21日公開（映倫番号189） - ラジオ映画から受託
- 『私は女性No.1』 : 監督中村敏郎、主演ヒロセ元美、長谷川町子、三味線豊吉、同年9月30日公開（フィルムセンター所蔵）[3] - 日本映画社から受託
- 『戦火の三十八度線』 : 演出岡野巌、同年10月14日公開 - 理研映画から買取、朝鮮戦争映画
- 『軍艦すでに煙なし』 : 監督関川秀雄、原作深安地平、脚本舟橋和郎・西鉄平、主演伊豆肇、山村聡、同年10月21日公開 - 新映画から受託
- 『ストリップ東京』 : 監督・脚本大谷俊夫、主演ヒロセ元美、ウララ峰、同年10月28日公開（映倫番号288） - 銀星プロダクション（共同製作東宝芸能）から受託
- 『東京十夜』 : 監督沼波功雄、脚本沖博文、主演真山くみ子、同年10月28日公開（映倫番号267） - 秀映社から受託
- 『エノケンの八百八狸大暴れ』 : 監督・脚本渡辺邦男、原作戸田伊太郎、共同脚本佐野広、主演榎本健一、同年12月16日公開（映倫番号354） - エノケンプロから買取
- 『黄金バット 摩天楼の怪人』 : 監督志村敏夫、原作永松健夫、脚本西鉄平、主演川路竜子、美空ひばり、同年12月23日公開（映倫番号360） - 新映画から受託

1951年
- 『東京ファイル212』 : 監督スチュアート・マックガワン、出演灰田勝彦、同年1月26日公開（映倫番号E-95） - 東日興業から受託

## 配給関係先
- 東横映画
- 太泉映画
- ラジオ映画
- 日活
- 芸研（映画芸術研究所、芸研プロダクション、星野和平）
- 日本映画科学研究所（NCS）
- シネアートアソシエートオブトーキョー
- 理研映画（理研グループ）
- 日本映画社
- 新光映画（高村正次、マキノ真三）
- 世界映画
- 新映画
- 銀星プロダクション
- 秀映社（のちの協映社、現在の読売映像）
- エノケンプロ（榎本健一）
- 東日興業